# Romery (Aisne)
Romery település Franciaországban, Aisne megyében. Lakosainak száma 83 fő (2022. január 1.). Romery Malzy, Proisy, Le Sourd és Wiège-Faty községekkel határos.

## Népesség
A település népessége az elmúlt években az alábbi módon változott:
| Lakosok száma | 108  | 56   | 58   | 77   | 90   | 88   | 82   | 82   | 83   | 83   |
|               | 1968 | 1982 | 1990 | 2006 | 2013 | 2015 | 2017 | 2019 | 2020 | 2022 |